# Ordine del Trono
L'Ordine del Trono è un ordine cavalleresco marocchino.

## Storia
L'Ordine è stato fondato il 16 maggio 1963.

## Classi
L'Ordine dispone delle seguenti classi di benemerenza:
- Membro di Classe Eccezionale: 20 membri
- Membro di I Classe: 60 membri
- Membro di II Classe: 350 membri
- Membro di III Classe: 1000 membri
- Membro di IV Classe: 10000 membri

| Nastri              |                      |                     |                    |                              |
| Membro di IV Classe | Membro di III Classe | Membro di II classe | Membro di I classe | Membro di Classe Eccezionale |

## Insegne
- La placca è una stella a cinque punte smaltata di verde. Al centro della stella è raffigurato il trono del Marocco. La stella è posta su rami di palma d'oro.
- Il nastro è rosso con bordi verdi.